# De pază de Crăciun 2 - Vacanță fără griji
De pază de Crăciun 2 - Vacanță fără griji (titlu original: The Dog Who Saved Christmas Vacation) este un film de Crăciun american de comedie din 2010 regizat și produs de Michael Feifer. Rolurile principale au fost interpretate de actorii Paris Hilton (în primul său rol de voce) și Mario Lopez.  A fost transmis în cadrul blocului de programe de televiziune  ABC Family, 25 de zile de Crăciun. Este o continuare a filmului De pază de Crăciun - Un câine pus pe treabă (2009).

## Distribuție
- Mario Lopez -  Zeus (voce)
- Paris Hilton - Bella (voce)
- Elisa Donovan - Belinda Bannister
- Gary Valentine - George Bannister
- Dean Cain - Ted Stein
- Joey Diaz - Stewey McMann
- Brennan Bailey - Ben Bannister
- Michael Healey - Trooper/rescue dog